# Kecsedszilvás
Kecsedszilvás románul: Pruneni, falu Romániában, Erdélyben, Kolozs megyében.

## Fekvése
Szamosújvártól nyugatra fekvő település.

## Nevének eredete
Nevét a Kecsed személynévtől kapta, utónevét pedig - a hagyományok szerint - itt nagymértékben termelt szilva után kapta.

## Története
Kecsedszilvás, Szilvás Árpád-kori település. Neve már 1275-ben, 
IV. László király az erdélyi káptalannak küldött oklevelében említve volt, melyben a király arra kérte a káptalant, hogy "küldje ki 
tanúbizonyságát, kinek jelenlétében Bonc fia János királyi ember a helyszínen győződjék meg Zylvas birtok jogi helyzetéről, s ha valóban magvaszakadt emberek jószága, iktassa be azt a szomszédos Szilkeréken birtokos Balázs fia Domokosnak" (Er I. 336).
Még ez évben: 1275. szeptember 14-én Budán kelt levelében IV. László király Csépán, Zege és Primus Zylvas nevű földjét, mely Szilkerék tőszomszédja, kérésére Balázs fia Domokosnak adományozta, miután az erdélyi káptalan jelentéséből megbizonyosodott a birtok jogi helyzetéről.
1370-ben és 1371-ben a Szilvásiak birtoka: Szilvási Dénes egyik fiát Jánost említik az oklevelek, majd 1376-ban másik fiát Pétert, ki szilvási részét Tőki Tamásnak és Antalnak, továbbá Kecseti Gergelynek és Jánosnak adta zálogba ötven márkáért tiz évre, mivel közülök egyet megölt s ezért keresetüktől elálltak, ezt a birtokot a konvent is átírta 1408-ban Iklódi Bertalan részére. Szilvási Dénes harmadik fia Tamás, kit 1381-ben említették egy oklevélben.
1440-ben a Giroltiak és a Szilvásiak birtoka. 1444-ben birtokosai pereskednek egymással.
1493–1499 között Kecsetszilvási Szilvási Kristóf vajdai notariust említette egy oklevél.
1585-ben Keczyett Zyllwas-on Báthory Zsigmond Szilvási András Jankafi Magdolnától való fiait Jánost és Pétert itteni részükben a nemesi udvarházzal együtt mint régi birtokaiban megerősitette.
1610-ben Báthory Gábor a hűtlenségbe esett Szilvásy Péter itteni részét Kún Györgynek adományozta.
1677-ben Kún Boldizsár és Török István az itteni birtokosok.
1694-ben s török hódoltság idején az elpusztult falvak közt sorolták fel.
1837-ben birtokosai: gróf Bethlen, gróf Telekiné, báró Diószegi, Orbók, Keresztes, Szabó Balog nemesek voltak.
Nevének változatai: 1733-ban Ketset Szilvás, 1750-ben Kuzset Szilvas, 1760–1762 között Ketsed Szilvás, 1808-ban Szilvás (Kecsed-), 1913-ban Kecsedszilvás. 

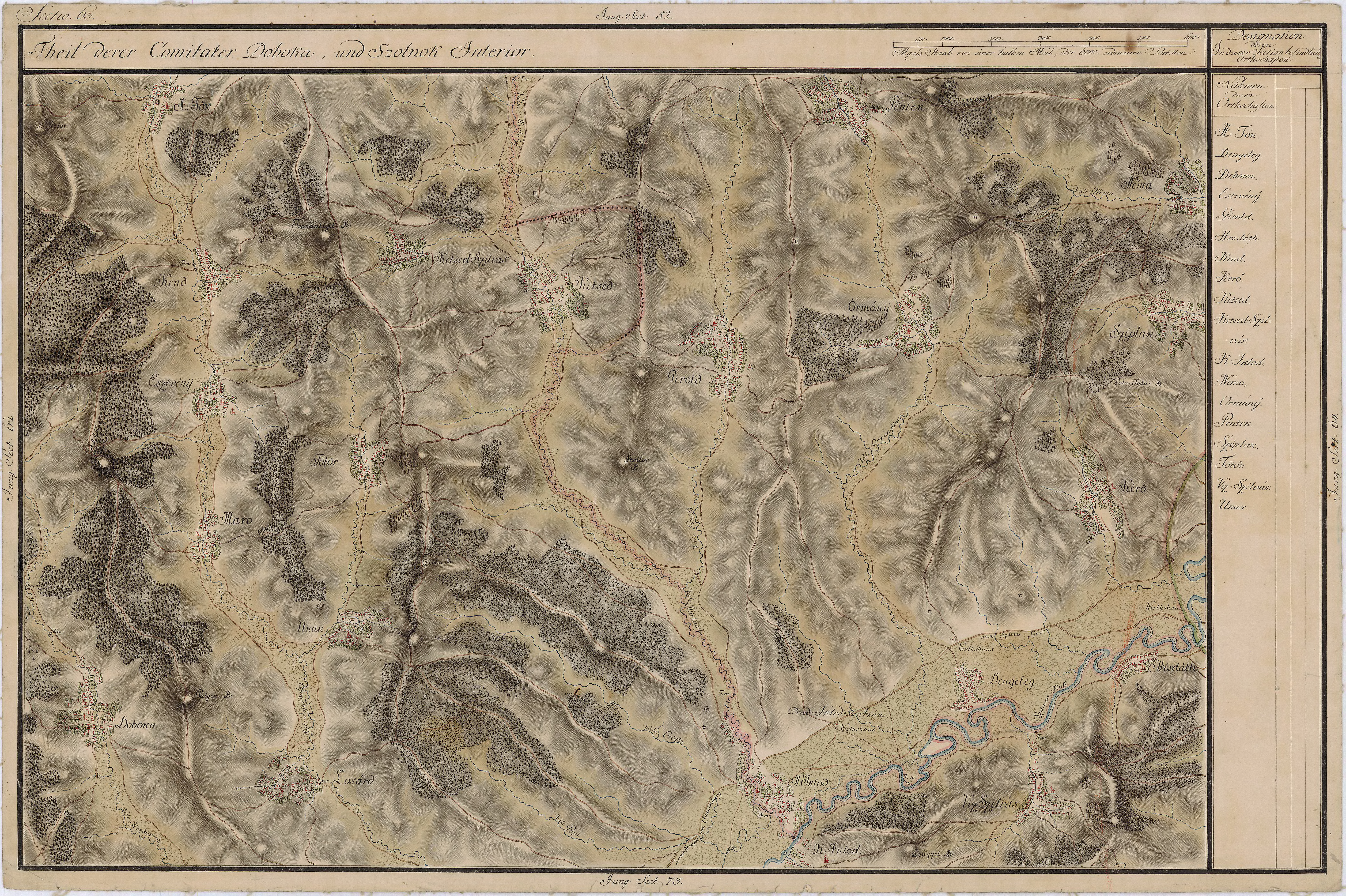
Kecsedszilvás egy régi térképen

A trianoni békeszerződés előtt Szolnok-Doboka vármegye Szamosújvári járásához tartozott.
1910-ben 256 lakosából 31 magyarnak, 18 németnek, 207 románnak vallotta magát. Ebből 209 görögkatolikus, 27 református, 18 izraelita volt.

## Nevezetesség
- Szent Kereszt felmagasztalása fatemplom[2]

## Galéria

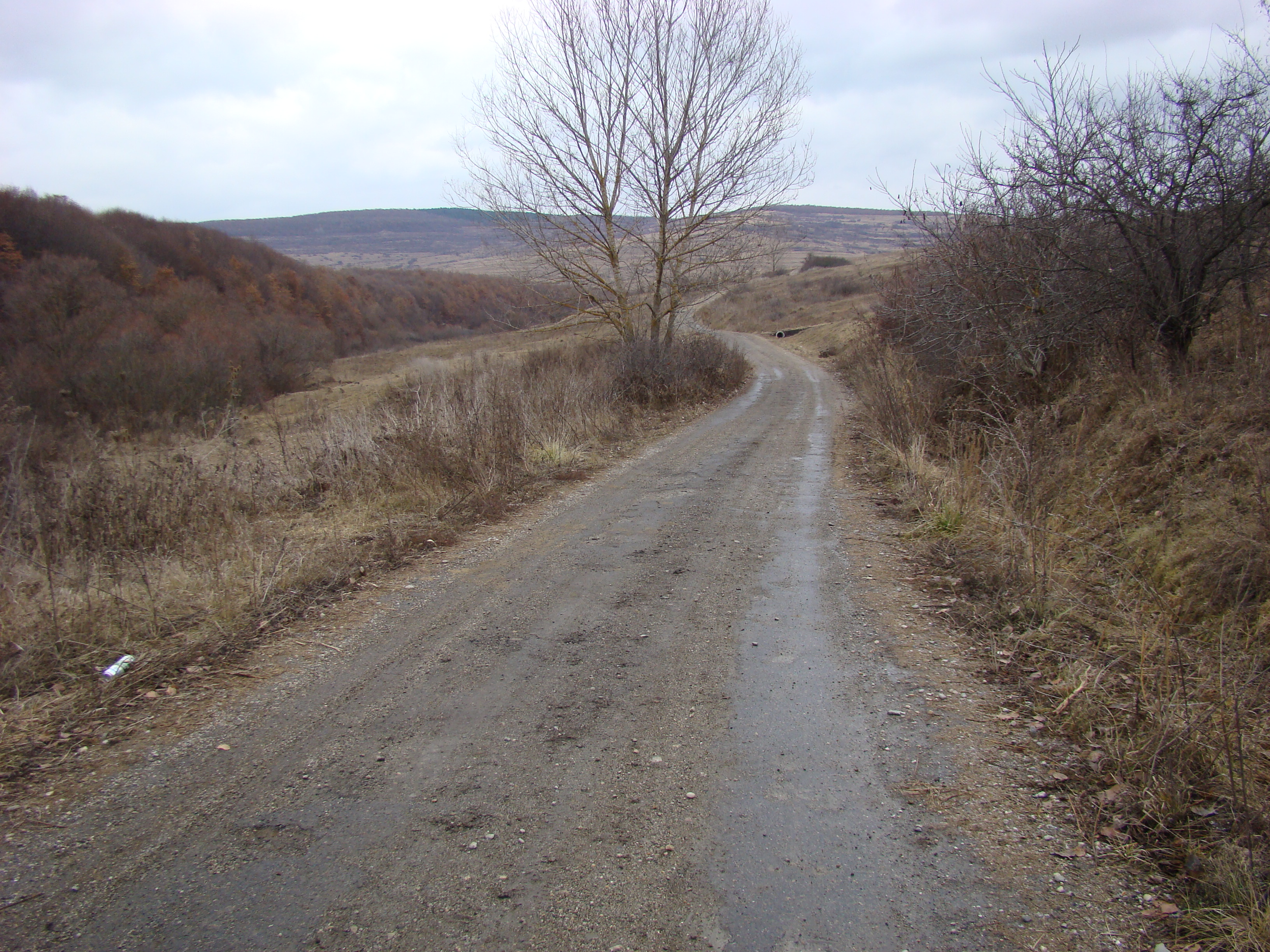
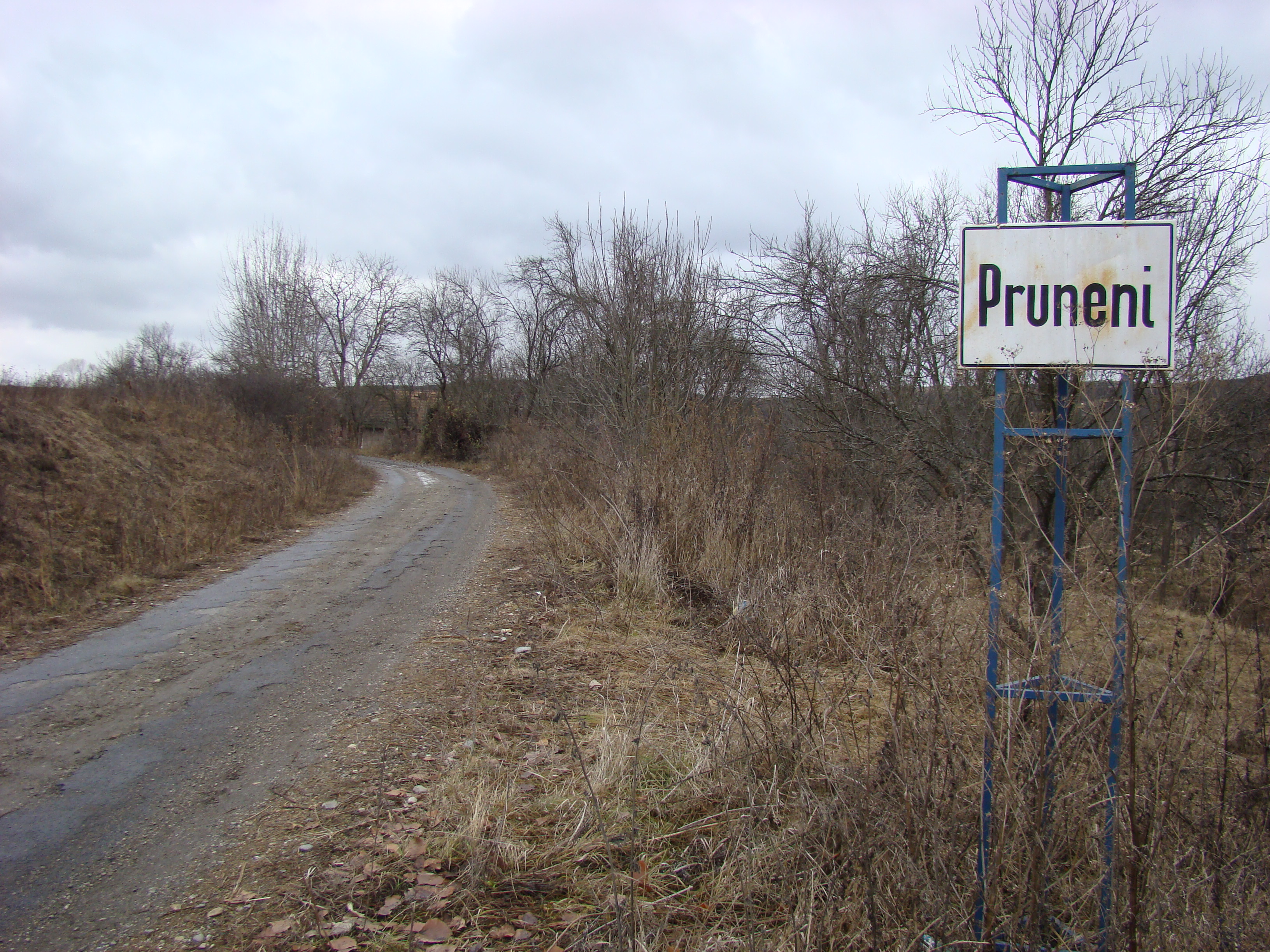
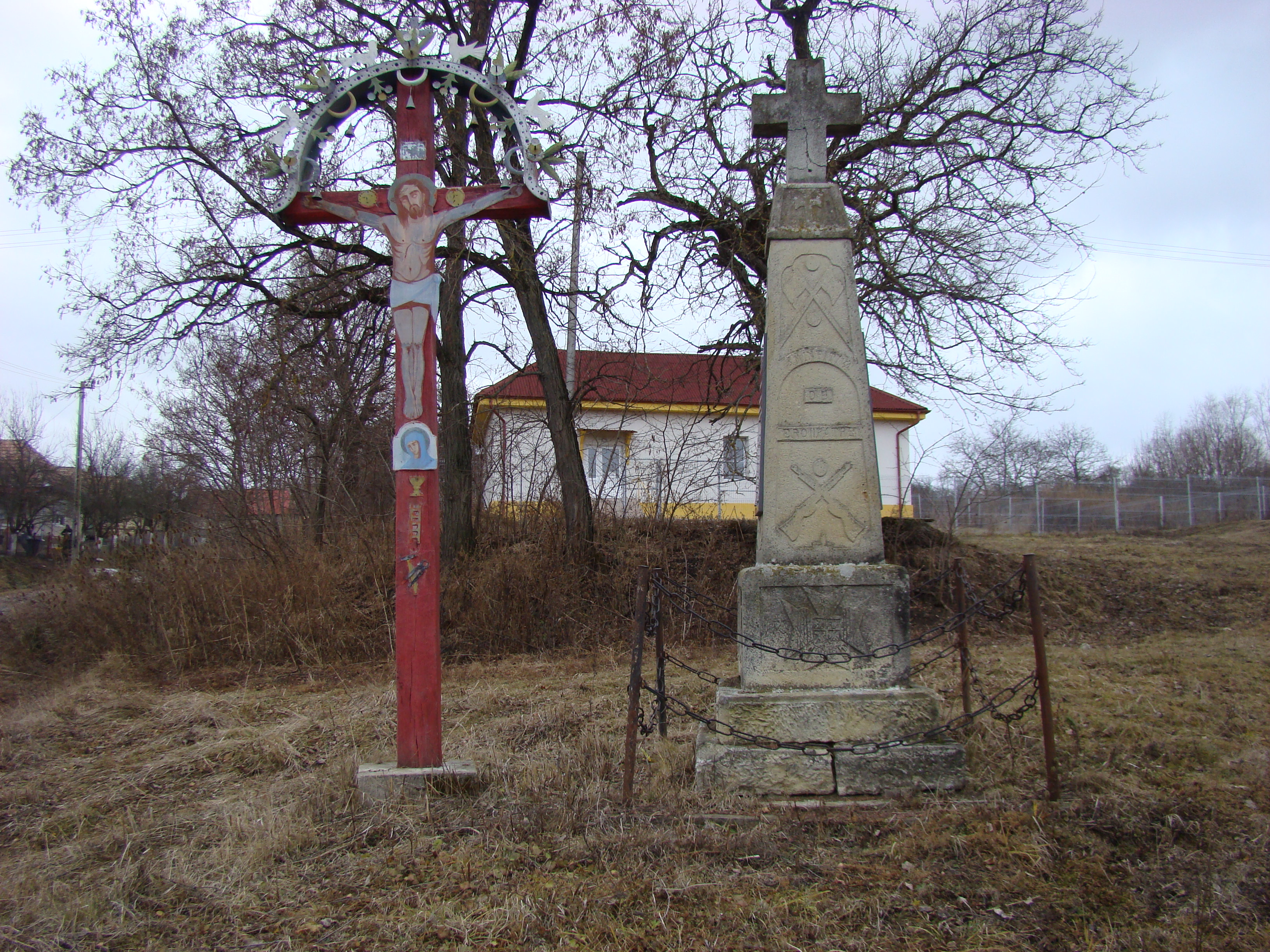
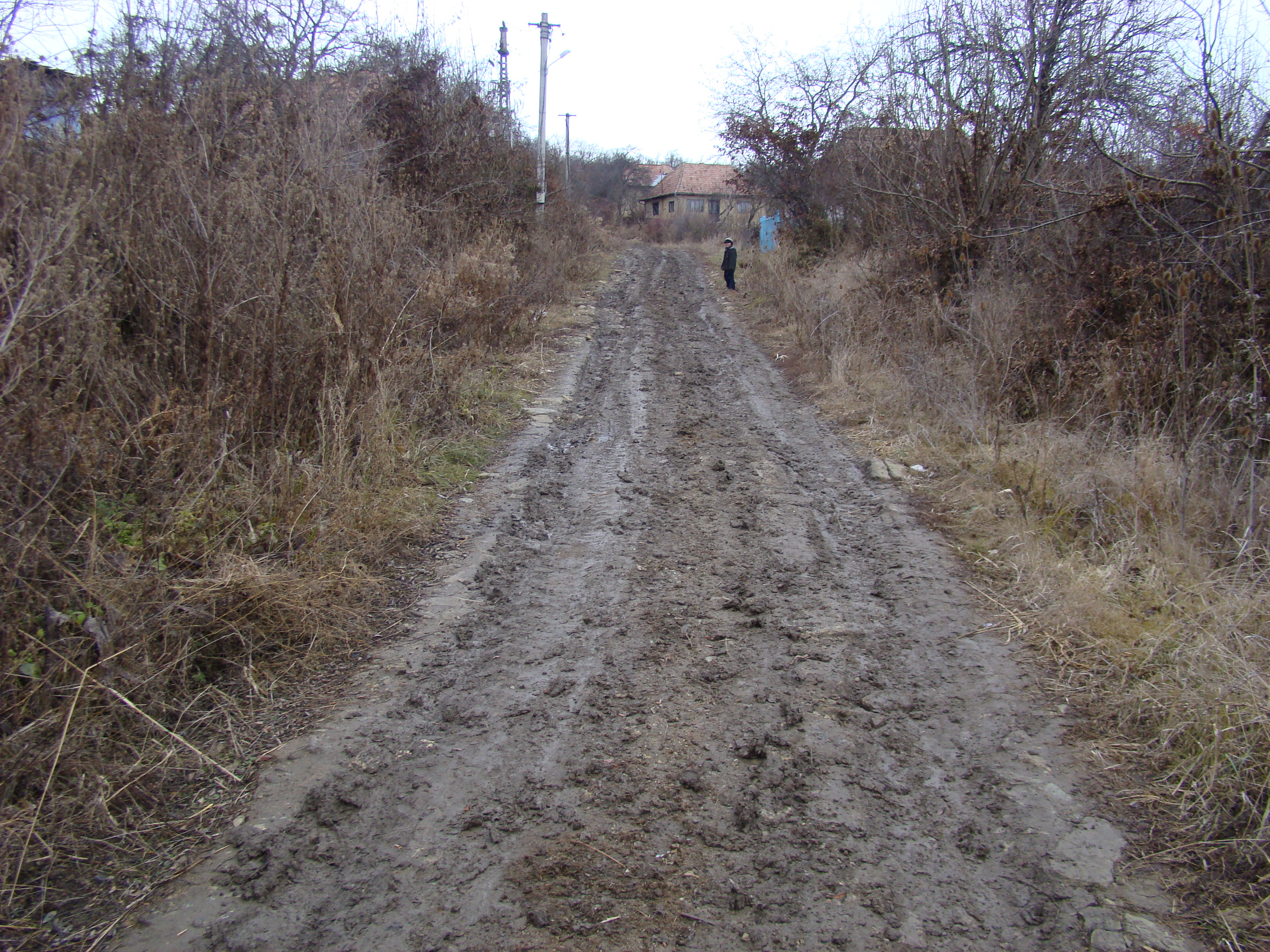
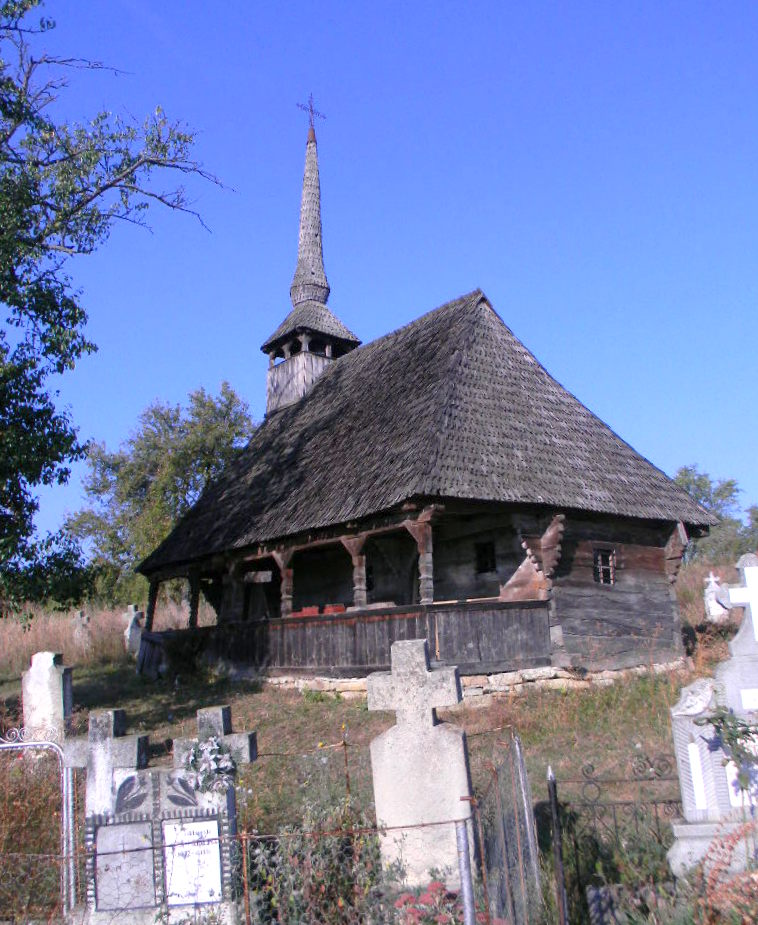
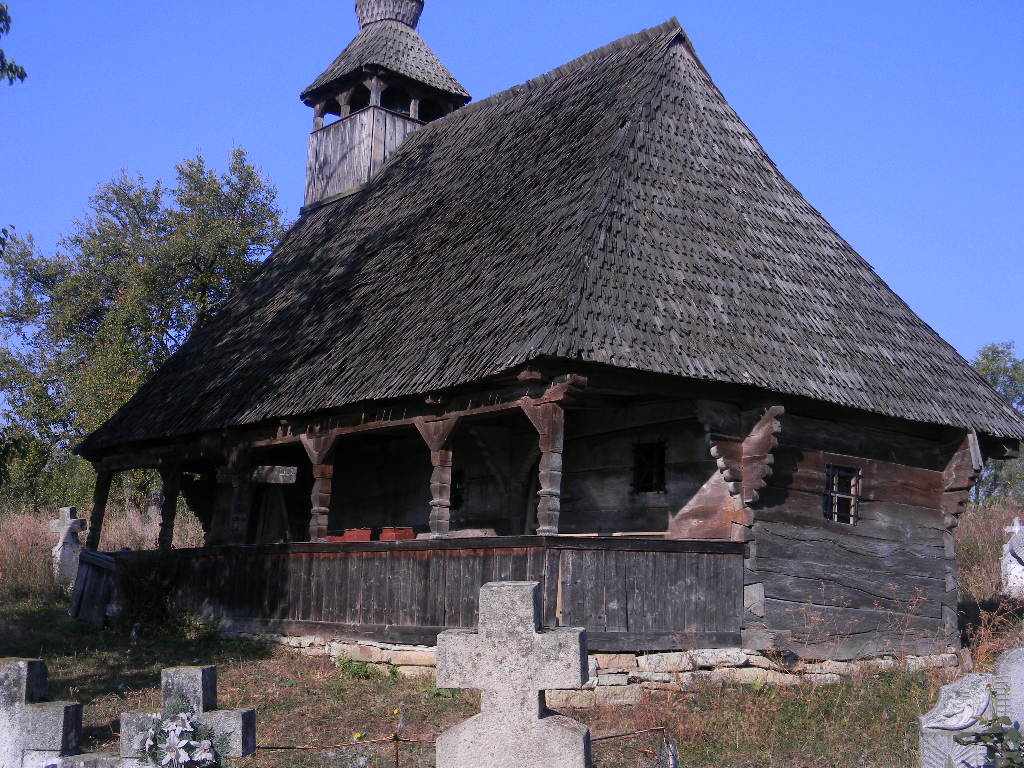
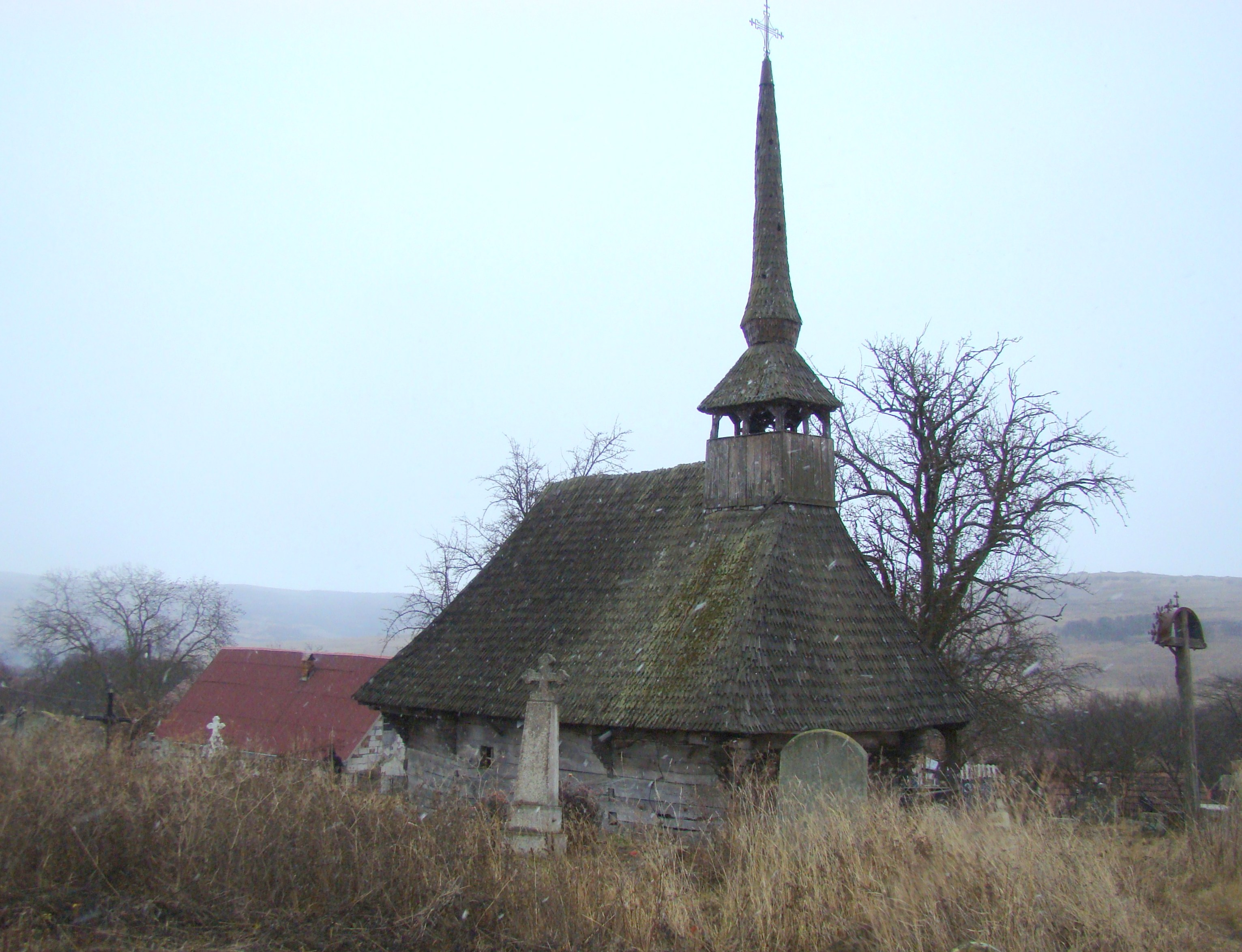
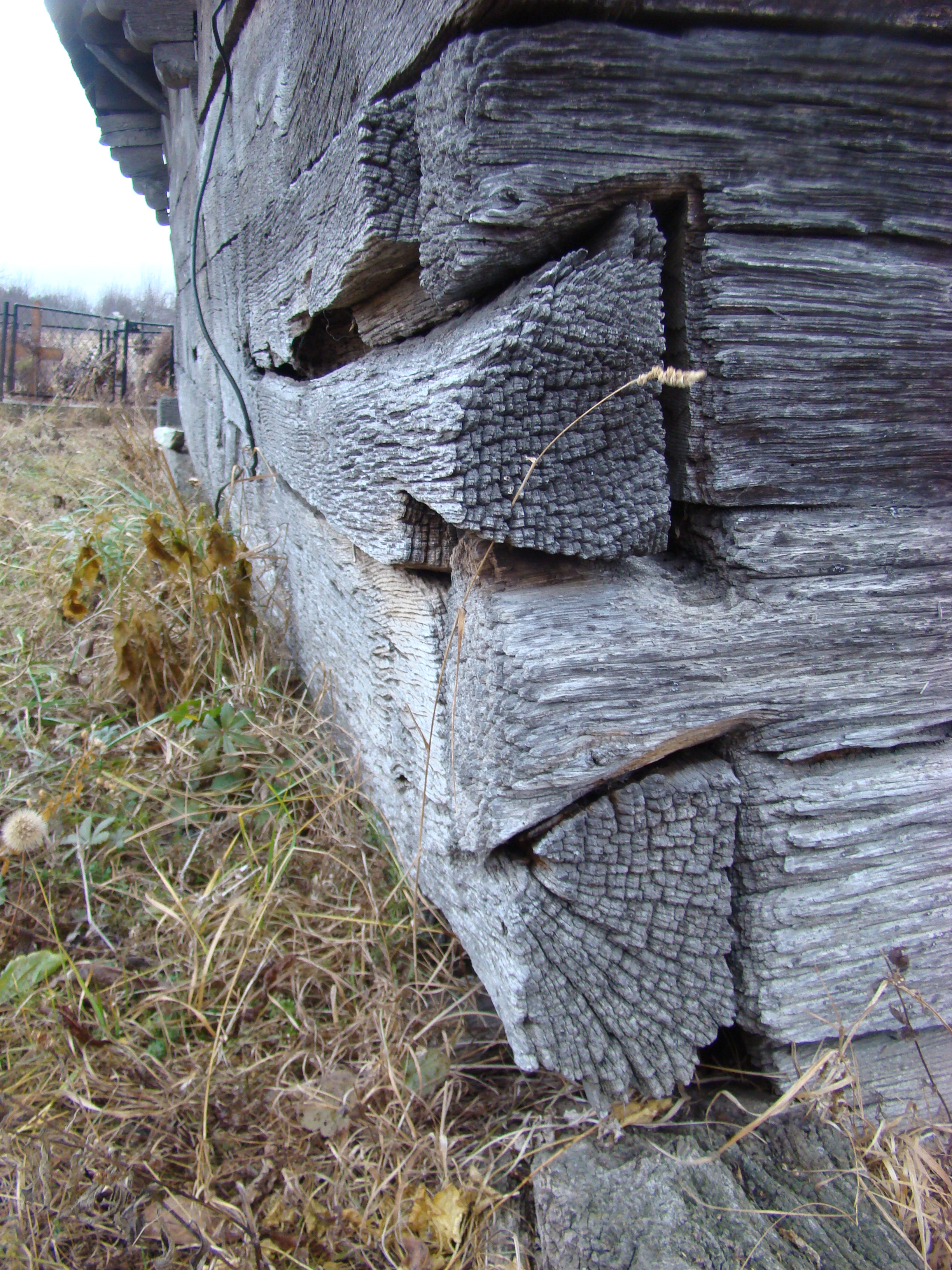